# ムツィオ・クレメンティ
ムツィオ・クレメンティ（Muzio Filippo Vincenzo Francesco Saverio Clementi, 1752年1月23日 - 1832年3月10日）は、イタリアのローマに生まれ、イギリスのイヴシャムで没した作曲家・ピアニスト・教師・編集者・出版業者・楽器製造業者。

## 略歴
- 1752年 - 銀細工師の父ニコロとスイス人の母マクダレーナ（マダレーナ）との間に、7人兄弟姉妹の長男として生まれた。早くから音楽に興味を示す。
- 1758年（ 6歳） - 両親により、専門家の下でソルフェージュを学ぶ。
- 1759年（ 7歳） - オルガニストの下で通奏低音を学ぶ。
- 1761年（ 9歳） - 優秀な成績でオルガニストの試験に合格した。
- 1764年（12歳） - 最初で最後の声楽曲である、オラトリオを作曲。初演。
- 1766年（14歳） - 地区教会サン・ロレンツォの常任オルガニストの地位を得る。
- 1766年暮から1767年初頃 - ロンドン市長を務めたベックフォード（Peter Beckford）の甥に引き取られイギリスの田舎ドーセット（Dorset）に渡るが、彼は特別な教師の指導を受ける機会を与えられず、やむなく楽器の練習や勉強に自分で計画を立てて、厳しく自分にその実行を課していたようである。
- 1775年頃（23歳） - 保護者から離れてロンドンに出てチェンバロ奏者をしていた。
- 1779年（27歳） - 王立劇場で指揮者。春に出版した作品2のソナタは大変大きな反響を呼んだ。
- 1780年（28歳） - 春、パリへ旅行。宮廷にてマリー・アントワネットの御前で演奏。
- 1781年（29歳） - 12月24日ウィーンにて神聖ローマ皇帝ヨーゼフ2世に招かれる。ロシアのパーヴェル大公（後のロシア皇帝パーヴェル1世）らをもてなす席で、当時25歳のヴォルフガング・アマデウス・モーツァルトと競演[1]する。（その後、モーツァルトは、父への手紙においてクレメンティを酷評している。）
- 1782年（30歳） - 以後20年殆どロンドンに留まり、ピアニスト・教師・作曲家として名を挙げ、またピアノ製作と出版（傾きかけた出版会社の社長を務め、ベートーヴェンと直接会い、一部の楽譜の出版もこなした。）にも携わる。
- 1785年（33歳） - 2月、母がローマで死亡。
  - この頃は交響曲も作曲したが、1790年代にはハイドンの登場によって影が薄くなった（ハイドンがよい評価を受けるよう、演奏会のプログラムを意図的にクレメンティにとって不利なものにされたという説もある。これにより勉強の場がなくなる）。
- 1798年（46歳） - この頃から1830年頃までピアノ製作会社（ロングマン&クレメンティ。後のコラード&コラード）を仲間と共同で設立運営。
- 1802年（50歳）から1810年にかけての8年間は弟子（その中にジョン・フィールドがいたとされる）を連れてのヨーロッパ遍歴をしている。ペテルブルクでは成功。各地で教えを受けたいと願う者達に指導をした。しかし、本来の目的はピアノの販路拡張（フィールドも弾いたという説がある）であった。
- 1804年（52歳） - 前年ベルリンで出会ったカロリーネ・レーマン嬢（18歳）と結婚。
- 1805年（53歳） - 8月8日息子カールが誕生、しかし9日後に妻カロリーネ死亡。
- 1810年（58歳） - この年以後はロンドンに定住。弟子からは多くの有名なピアニストを送り出しており、クレメンティは全欧で名声を高めていた。
- 1811年（59歳） - 26歳のエマ・ギズボーン（Emma Gisborne）と2度目の結婚をする。
- 1813年（61歳） - ロンドンに在住する音楽家30名がフィルハーモニック協会を設立。1816年までクレメンティは常任指揮者を務める（クレメンティが指揮者を辞めた1年後、ベートーヴェンの交響曲第9番ニ短調「合唱付き」の契機となる交響曲の委嘱をする）。
- 1814年（62歳） - スウェーデン王立音楽アカデミーの会員に選出される。
- 1817年（65歳） - ピアノ練習曲《グラドゥス・アド・パルナッスム》の第1巻を、以後1819年には第2巻、1826年に第3巻を出版し、今日に残る作品となった。
- 1832年3月10日（80歳） - 死亡。ウェストミンスター寺院に埋葬された。

## 教育
弟子にはフィールド（クレメンティからひどい指導を受けたという説があるが一定しない。クレメンティの楽譜を売り歩くセールスマンあるいはデモンストレーターの仕事をさせられたとの説もある）、カルクブレンナー、クラーマー、モシェレスがいる。

## 作品
クレメンティは約100曲のピアノソナタを残しており、とくに1780年代にウィーンとロンドンで書かれたソナタは古典派音楽の交響的ソナタとしてベートーヴェンの先例をなす。実際、ベートーヴェンは、ピアノ曲に関してはモーツァルトの作品よりもクレメンティの方がピアニスティックで素晴らしいと評価している。
しかし、よく知られた作品は、初級の練習用教材であるソナチネ作品36の第1番から第6番までの全6曲であり、ソナチネアルバム第1巻にも収録されている。
ほかに練習曲集《グラドゥス・アド・パルナッスム》、4つの交響曲、小編成オーケストラ曲（作品18の第1番及び第2番）、ピアノ三重奏曲などを残している。
また、ピアノフォルテまたはハープシコードのためのヴァイオリンまたはフルートの伴奏付きの6つのソナタ作品4も残している。これは後に、伴奏パートが省略されてピアノパートを若干編集を加えてソナチネとして出版され、前半の第1番~3番が作品37、後半の第4番~6番が作品38としてそれぞれ3曲に分割された。作品37の第2番（原曲作品4の第1番）と作品38全曲（原曲作品4の第4番~6番）がソナチネアルバム第2巻に収録されている。
ピエトロ・スパダよるピアノソナタ全曲録音は1990年代にようやく行われ、10人のピアニストに分担させた《グラドゥス・アド・パルナッスム》全曲録音が入手できるようになったのは21世紀に入ってからだった。近年は再評価される機会が増え、作品全集の新版が刊行中である。
全曲録音をしたピエトロ・スパダは、作品33のピアノソナタをピアノ協奏曲であったと解釈し、ピアノ独奏曲から協奏曲への復元を試みている。特に第1楽章は、作品2の第1番を思わせるような連続オクターブのAllegro・Presto演奏（かなりヴィルトゥオーゾ的である）があったり、めまぐるしく動く半音階のメロディー、カデンツァがあったりと、まさに協奏曲そのものと言ってよい。復元では、カットされたと思われる、コンチェルタント形式におけるオーケストラの呼応部分を補ったようである。
クレメンティの音源は現在主にピエトロ・スパダであるが、ハワード・シェリー、カルロ・グランテの解釈によっても知られている。元々ウラディミール・ホロヴィッツが好んでレコードに録音していたのも事実である。
交響曲作家としては、大成しなかった。

## 有名なクレメンティのソナチネ
クレメンティの作品で一番知られていると言っても過言でないのが、「6つのソナチネ」作品36である。元々は、裕福な貴族の娘のために書かれた作品で、当初から教育的作品であった。第1曲から番号が増えるにしたがって、技術的に難しくなっている。このソナチネは何回も改定されたため、現代の出版社に、指使い（現在は1の指が親指であるが、当時は「十字」で表し、人差し指が「1」の指であった）、フレーズ、臨時記号等に混乱が生じている。特に、有名な第1番の第1楽章は、音楽之友社版と全音楽譜出版社版とではフレーズが違う。これに関しては、「ソナチネアルバム-初版に基づく改訂版-」が全音楽譜出版社から新たに出版された。多くのピアノ学習者が学ぶ曲で、簡潔なソナタ形式、フレーズ、スケール等のピアノの基礎技術・知識が詰まった作品であるが、この作品の研究はあまりなされていない。なお、フランスの作曲家であるエリック・サティは、1917年に第1番を元に『官僚的なソナチネ』を作曲している。